# Toshiaki Toyoda
Pour les articles homonymes, voir Toyoda.
Toshiaki Toyoda (豊田 利晃, Toyoda Toshiaki), né à Higashiōsaka dans la préfecture d'Osaka le 10 mars 1969, est un réalisateur et scénariste japonais.

## Filmographie sélective

### Réalisateur
- 1998 : Pornostar (ポルノスター, Porunosutā?)
- 2000 : Unchain (アンチェイン?) (documentaire)
- 2001 : Blue Spring (青い春, Aoi haru?)
- 2003 : 9 Souls (ナイン・ソウルズ?)
- 2005 : Le Jardin suspendu (空中庭園, Kūchū teien?)[1]
- 2009 : The Blood of Rebirth (蘇りの血, Yomigaeri no chi?)
- 2012 : I'm Flash!
- 2014 : Crows Explode (クローズEXPLODE, Kurōzu explode?)
- 2018 : Nakimushi shottan no kiseki (泣き虫しょったんの奇跡?)
- 2025 : Transcending Dimensions

## Scénariste
- 1991 : Ōte (王手?) de Junji Sakamoto
- 1996 : Biriken (ビリケン?) de Junji Sakamoto
- 1998 : Pornostar (ポルノスター, Porunosutā?)
- 2001 : Blue Spring (青い春, Aoi haru?)
- 2003 : 9 Souls (ナイン・ソウルズ?)
- 2005 : Le Jardin suspendu (空中庭園, Kūchū teien?)
- 2018 : Nakimushi shottan no kiseki (泣き虫しょったんの奇跡?)
- 2025 : Transcending Dimensions

## Récompense
- 1998 : prix du nouveau réalisateur de la Directors Guild of Japan pour Pornostar[2]